# SV Kampong
SV Kampong je nizozemski klub u športu hokeju na travi iz Utrechta.
Utemeljen je 1902. godine. Drugi je po starosti hokejaški klub u Nizozemskoj.
Kampongovi hokejaši i hokejašice se natječu u prvim nizozemskim ligama.

## Klupski uspjesi
- prvaci:
  - muškarci: 1985.
  - žene: 1994., 1995.
- Europski kup I:
  - muškarci: 1986.
  - žene: 1995., 1996.
- Europski kup II:
  - muškarci: 1991.
  - žene: 1997.

## Poznati igrači i igračice
- Jules Ancion
- André Bolhuis
- Paul Litjens
- Tom van 't Hek
- Arno den Hartog
- Jacques Brinkman
- Leo Klein Gebbink
- Paul van Esseveldt
- Roderick Weusthof
- Nick Meijer
- Ellen Kuipers
- Jeannette Lewin
- Saskia Fuchs
- Lisanne de Roever

## Vanjske poveznice
- (nizoz.) Službene stranice